# لس سردیوک
لس سردیوک (اوکراینی: Олекса́ндр Олекса́ндрович Сердю́к؛ ۱۴ اکتبر ۱۹۴۰ – ۲۶ مهٔ ۲۰۱۰) بازیگر اهل اتحاد جماهیر شوروی بود.
از فیلم‌ها یا برنامه‌های تلویزیونی که وی در آن نقش داشته است، می‌توان به تاراس بولبا اشاره کرد.